# Визий
Визий (фр. Vizille) — коммуна во Франции, находится в регионе Рона — Альпы. Департамент коммуны — Изер. Главная коммуна кантона Уазан-Романш. Округ коммуны — Гренобль.
Код INSEE коммуны — 38562. Население коммуны на 2012 год составляло 7647 человек. Населённый пункт находится на высоте от 268 до 1016 метров над уровнем моря. Муниципалитет расположен на расстоянии около 500 км юго-восточнее Парижа, 105 км юго-восточнее Лиона, 13 км южнее Гренобля. Мэр коммуны — Жан-Клод Бизек, мандат действует на протяжении 2014—2020 гг.
Динамика населения (INSEE):